# La Esperanza (östra Ocozocoautla de Espinosa kommun)
La Esperanza är en ort i Mexiko.   Den ligger i kommunen Ocozocoautla de Espinosa och delstaten Chiapas, i den sydöstra delen av landet, 700 km öster om huvudstaden Mexico City. La Esperanza ligger 868 meter över havet och antalet invånare är 127.
Terrängen runt La Esperanza är kuperad. Runt La Esperanza är det ganska glesbefolkat, med 40 invånare per kvadratkilometer. Närmaste större samhälle är Ocozocoautla de Espinosa, 19,6 km söder om La Esperanza. I omgivningarna runt La Esperanza växer i huvudsak städsegrön lövskog.